# Anders Ottonius
Anders Ottonius, född 19 april 1734 i Värings församling i Västergötland, död 23 februari 1809 i Piteå, var en svensk borgmästare.
Prästsonen Ottonius blev student 1761. Han var först landsfiskal i norra delen av dåvarande Västerbottens län med säte i Gammelstad och som expeditionsbefallningsman var han aktiv i processen mot prästen Nils Wiklund i Övertorneå socken. Den 13 november 1789 blev Anders Ottonius borgmästare i Piteå stad; han fick nådigt avsked den 4 mars 1808.
Ottonius gifte sig 1773 med Anna Margareta Hernodius, som var dotter till komministern Wilhelm Hernodius i Luleå landsförsamling och dennes hustru Maria Lindbaum. Makarna Ottonius' enda barn var lanträntmästaren Jonas Wilhelm Ottonius.